# Richard Fenno
Richard Francis Fenno Jr. (12 de diciembre de 1926 - 21 de abril de 2020) fue un politólogo estadounidense, conocido por su trabajo pionero sobre el Congreso de los Estados Unidos los Estados Unidos y sus miembros . Fue Profesor Universitario Distinguido Emérito en la Universidad de Rochester . Publicó numerosos libros y artículos académicos centrados en cómo los miembros del Congreso interactuaban entre sí, con los comités y con los electores. Los politólogos consideraron la investigación innovadora y sorprendentemente original y le otorgaron numerosos premios. Muchos siguieron su diseño de investigación sobre cómo seguir a los miembros desde Washington hasta sus distritos de origen. Fenno fue conocido por identificar la tendencia, denominada "Paradoja de Fenno", que afirma cómo la mayoría de los votantes dicen que no les gusta el Congreso en su conjunto, pero confían y reeligen a su congresista local.

## Publicaciones Seleccionadas
- El gabinete del presidente: un análisis en el período de Wilson a Eisenhower . 1959. Prensa de la Universidad de Harvard . en línea gratis para pedir prestado
- El poder del monedero: políticas de apropiaciones en el Congreso . Little, Brown. en línea gratis para pedir prestado
- Congresistas en Comisiones . 1973. Little, Brown.
- Estilo de Hogar: Miembros de la Cámara en sus Distritos . 1978. Little, Brown. en línea gratis para pedir prestado
- El Senado de los Estados Unidos: una perspectiva bicameral (1982) en línea gratis para pedir prestado
- "Observación, contexto y secuencia en el estudio de la política". 1986. Revista estadounidense de ciencias políticas 80 (1): 3–15. en línea
- La formación de un senador: Dan Quayle (1989) en línea gratis para pedir prestado
- La odisea presidencial de John Glenn (1990) en línea gratis para tomar prestado
- Aprendiendo a legislar : la educación del Senado de Arlen Specter (1991) en línea gratis para pedir prestado
- El surgimiento de un líder del Senado: Pete Domenici y el presupuesto de Reagan (1991) en línea gratis para pedir prestado
- "Estrategia y Votación Sofisticada en el Senado". 1994. Revista de política 56 (2): 349–376. (con Randall L. Calvert). DOI: 10.2307/2132143 en línea
- Senadores en la campaña electoral: la política de representación . 1996. Prensa de la Universidad de Oklahoma
- Congreso en las bases: cambio de representación en el sur, 1970–1998 . 2000. Pensa de la Universidad de Carolina del Norte.
- Regreso a casa: Representantes negros y sus electores . 2003. Prensa de la Universidad de Chicago en línea gratis para pedir prestado .
- Viajes del Congreso: lugares, conexiones y autenticidad . 2007. Pearson/Longman.